# Жажа (футболист, 2001)
Жаи́р Дие́го А́лвес де Бри́то (порт.-браз. Jair Diego Alves de Brito более известный, как Жажа́ порт.-браз. Jajá; род. 15 апреля 2001, Катандува, Сан-Паулу) — бразильский футболист, полузащитник кипрского клуба «Пафос».

## Клубная карьера
Жажа — воспитанник академии «Гремио Новуризонтино». Летом 2019 года игрок был арендован молодёжной командой «Атлетико Паранаэнсе», после чего в зимнее трансферное окно был оформлен полноценный переход. 23 января 2020 года в матче Лиги Паранаэнсе против ПСТС Жажа дебютировал за основной состав. 25 января в поединке против «Лондрины» он забил свой первый гол за «Атлетико Паранаэнсе». 27 августа в матче против «Сан-Паулу» дебютировал в Серии A.
Летом 2021 года Жажа на правах аренды присоединился к клубу КРБ. 26 июля в матче против «Сампайо Корреа» он дебютировал в бразильской Серии B. В этом же поединке Жажа забил свой первый гол за КРБ.
12 апреля 2022 года был арендован «Крузейро». 24 апреля в матче против «Томбенсе» он дебютировал за новую команду. 28 мая в поединке против «Крисиума» Жажа забил свой первый гол за «Крузейро». По итогам сезона 2022 он стал победителем Серии B.
В начале 2023 года на правах аренды перешёл в московское «Торпедо». 5 марта в матче против «Краснодара» он дебютировал в РПЛ.
5 августа 2023 года был отдан в аренду с опцией выкупа португальскому клубу «Каза Пия».
31 января 2024 года присоединился к клубу «Пафос». В его составе стал обладателем Кубка Кипра 2023/24, а также Чемпионом Кипра 2024/25.
27 июня 2025 года на правах свободного агента полноценно перешёл в «Пафос», подписав контракт до 2028 года.

## Карьера в сборной
В 2020 году вызвался в молодёжную сборную Бразилии, за которую провёл 3 матча и забил 1 гол.

## Семья
- Жажа[англ.] — отец, футболист.
- Жажа — старший брат, футболист.

## Статистика выступлений
| Выступление         | Выступление      | Выступление      | Лига | Лига | Кубки | Кубки | Международные кубки | Международные кубки | Итого | Итого |
| Клуб                | Лига             | Сезон            | Игры | Голы | Игры  | Голы  | Игры                | Голы                | Игры  | Голы  |
| ------------------- | ---------------- | ---------------- | ---- | ---- | ----- | ----- | ------------------- | ------------------- | ----- | ----- |
| Атлетико Паранаэнсе | Серия A          | 2020             | 1    | 0    | 0     | 0     | 1                   | 0                   | 2     | 0     |
| Атлетико Паранаэнсе | Итого            | Итого            | 1    | 0    | 0     | 0     | 1                   | 0                   | 2     | 0     |
| → КРБ               | Серия B          | 2021             | 25   | 3    | 2     | 0     | —                   | —                   | 27    | 3     |
| → КРБ               | Итого            | Итого            | 25   | 3    | 2     | 0     | —                   | —                   | 27    | 3     |
| → Крузейро          | Серия B          | 2022             | 19   | 4    | 2     | 0     | —                   | —                   | 21    | 4     |
| → Крузейро          | Итого            | Итого            | 19   | 4    | 2     | 0     | —                   | —                   | 21    | 4     |
| → Торпедо (Москва)  | РПЛ              | 2022/23          | 7    | 0    | 0     | 0     | —                   | —                   | 7     | 0     |
| → Торпедо (Москва)  | Итого            | Итого            | 7    | 0    | 0     | 0     | —                   | —                   | 7     | 0     |
| → Каза Пия          | Примейра лига    | 2023/24          | 12   | 0    | 2     | 0     | —                   | —                   | 14    | 0     |
| → Каза Пия          | Итого            | Итого            | 12   | 0    | 2     | 0     | —                   | —                   | 14    | 0     |
| → Пафос             | Дивизион А       | 2023/24          | 14   | 2    | 4     | 1     | —                   | —                   | 18    | 3     |
| → Пафос             | Дивизион А       | 2024/25          | 29   | 4    | 5     | 0     | 16                  | 4                   | 50    | 8     |
| → Пафос             | Итого            | Итого            | 43   | 6    | 9     | 1     | 16                  | 4                   | 68    | 11    |
| Пафос               | Дивизион А       | 2025/26          | 0    | 0    | 0     | 0     | 5                   | 1                   | 5     | 1     |
| Пафос               | Итого            | Итого            | 0    | 0    | 0     | 0     | 5                   | 1                   | 5     | 1     |
| Всего за карьеру    | Всего за карьеру | Всего за карьеру | 107  | 13   | 15    | 1     | 22                  | 5                   | 144   | 19    |

## Достижения
«Атлетико Паранаэнсе»
- Чемпион Лиги Паранаэнсе: 2020[англ.]
- Финалист Кубка Бразилии: 2021[англ.]
- Финалист Рекопы Южной Америки: 2022
- Итого : 1 трофей

«Крузейро»
- Победитель Серии B: 2022[англ.]
- Итого : 1 трофей

«Пафос»
- Чемпион Кипра: 2024/25[англ.]
- Обладатель Кубка Кипра: 2023/24[англ.]
- Финалист Кубка Кипра: 2024/25[англ.]
- Финалист Суперкубка Кипра: 2024
- Итого : 2 трофея